# Richard Lester

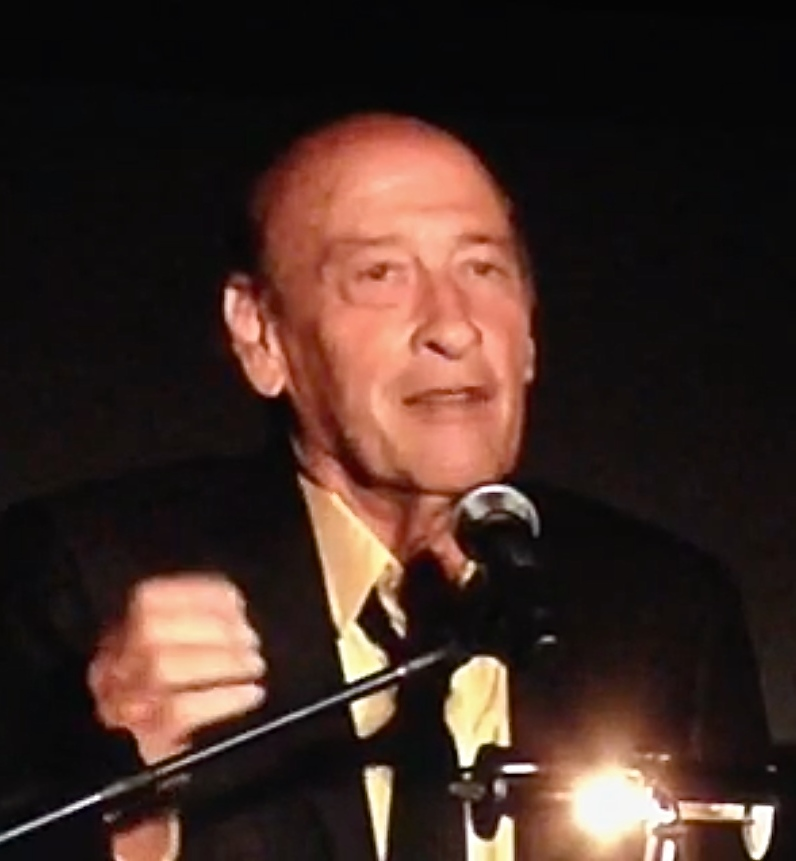
Richard Lester, 2014

Richard Lester (* 19. Januar 1932 in Philadelphia, Pennsylvania) ist ein US-amerikanischer Filmregisseur und -produzent. Er wurde unter anderem als Regisseur der Beatles-Filme Yeah! Yeah! Yeah! (A Hard Day’s Night) und Hi-Hi-Hilfe! (Help!) sowie von Abenteuerfilmen wie Die drei Musketiere, Superman II und Superman III international bekannt.

## Leben und Werk
Als Richard Lester Liebman in Philadelphia geboren, galt er bald als Wunderkind und begann schon mit 15 Jahren ein Studium an der University of Pennsylvania, wo er sich früh für den britischen Film interessierte, insbesondere für Komödien der Ealing Studios. 1953 zog Lester nach London und arbeitete anschließend als Regisseur für unabhängige Fernsehsender. Die von ihm produzierten Shows erlangten die Aufmerksamkeit des Schauspielers Peter Sellers, der ihn engagierte, um die BBC-Radio-Comedy The Goon Show für das britische Fernsehen aufzubereiten. Sie erhielt dort den Titel Idiot Weekly und wurde ein früher Erfolg wie auch die nachfolgenden Shows A Show Called Fred und Son of Fred (beide 1956).
Einen frühen Erfolg als Kinoregisseur erzielte Lester 1963 mit der Filmkomödie Auch die Kleinen wollen nach oben (The Mouse on the Moon) mit Margaret Rutherford, die den Erfolgsfilm Die Maus, die brüllte fortsetzte.
Ein Kurzfilm Lesters mit Spike Milligan und Peter Sellers, Liebenswerte Leckerbissen (1959), soll einer der Lieblingsfilme der Beatles gewesen sein. Als die sich 1964 entschlossen, einen Kinofilm zu drehen, wurde Lester aus einer Vorschlagsliste als Regisseur des Films Yeah! Yeah! Yeah! (A Hard Day’s Night) verpflichtet. Der Film erwies sich als überaus verkaufsfördernd für die Musik der Beatles. Im Gegensatz zu vorherigen Musikfilmen von Elvis Presley oder Cliff Richard setzte Lester bei seinen beiden Beatles-Filmen vor allem auf einen für ihn typischen surrealistischen, mit Ironie gespickten Humor. A Hard Day’s Night enthielt bereits Szenenfolgen, die auch heute noch zu den Sehgewohnheiten in der Musikclip-Industrie zählen, wie beispielsweise das gleichzeitige Verwenden unterschiedlicher Kamerapositionen bei Liveauftritten. Lesters Film definierte die Art und Weise, wie Popmusik auf der Leinwand gezeigt wurde, völlig neu und gilt daher als einer der einflussreichsten Musikfilme der Filmgeschichte. Im nachfolgenden Jahr inszenierte Lester mit Hi-Hi-Hilfe! (Help!) auch den zweiten Film der Beatles.
Lester fing den Zeitgeist der 1960er-Jahre in seinen Filmen so gelungen wie kaum ein anderer Regisseur auf. 1965 drehte er die Komödie Der gewisse Kniff (The Knack … and How to Get It) über Liebes- und Sexwirren junger Leute im London der Swinging Sixties. Die Filmmusik schrieb John Barry, der spätere Stammkomponist der James-Bond-Filme.  Für Der gewisse Kniff wurde er mit der Goldenen Palme bei den Cannes-Filmfestspielen ausgezeichnet. In Lesters folgendem Film Toll trieben es die alten Römer (A Funny Thing Happened on the Way to the Forum) spielte der Stummfilmstar Buster Keaton 1966 seine letzte Filmrolle, in Farbe und mit Dialog. 1967 erschien mit Wie ich den Krieg gewann (How I Won the War) ein satirischer Antikriegsfilm von Lester mit dem Beatle John Lennon in einer größeren Nebenrolle. In San Francisco drehte er 1968 Petulia mit Julie Christie, ein von vielen Kritikern gefeiertes Ehedrama, das einen kritischen Blick auf die amerikanische Gesellschaft und ihre Moral wirft.
Nachdem bereits How I Won the War und Petulia kommerziell nicht sonderlich erfolgreich waren, geriet Lesters Komödie The Bed-Sitting Room 1969 zu einem großen Flop an den Kinokassen. Die folgenden Jahre musste er sich deshalb mit dem Drehen von Werbespots begnügen. Ab 1973 gelang ihm mit dem Abenteuerfilm Die drei Musketiere (The Three Musketeers, 1973) und der gleichzeitig gedrehten Fortsetzung Die vier Musketiere (The Four Musketeers), die 1974 in die Kinos kam, ein Comeback. 1976 inszenierte er den Film Robin und Marian (Robin and Marian) mit Sean Connery und Audrey Hepburn als gealtertem Liebespaar Robin Hood und Lady Marian, der radikal mit früheren filmischen Darstellungen der Robin-Hood-Legende brach. Seine Fortsetzung Butch & Sundance – Die frühen Jahre des Filmklassikers Zwei Banditen war 1979 ein Misserfolg. Kommerziell erfolgreich war Lester dagegen in den frühen 1980er-Jahren mit dem zweiten und dritten Teil der Superman-Filme mit Christopher Reeve, von denen zumindest der zweite Teil auch die Mehrzahl der Kritiker überzeugen konnte.
1989 kam mit Die Rückkehr der Musketiere (The Return of the Musketeers) eine Fortsetzung jener Filme der 1970er Jahre mit denselben Schauspielern in ihren damaligen Rollen in die Kinos. Roy Kinnear, der Darsteller von d’Artagnans Diener Planchet, fiel während der Dreharbeiten vom Pferd und starb an seinen Verletzungen. Lester und die Filmproduzenten einigten sich vor Gericht mit den Hinterbliebenen Kinnears auf einen Schadenersatz in Höhe von 650.000 Pfund. Der Misserfolg des Filmes an den Kinokassen, vor allem aber Kinnears Tod bewegten den damals 56-jährigen Lester zum Rückzug aus dem Filmgeschäft. Anschließend drehte er nur er noch den Konzertfilm Get Back (1991) mit Linda und Paul McCartney.
Im Jahr 2007 antwortete Lester auf die Frage, was ihn aus dem Ruhestand holen könnte: „Tod.“
Lester gilt als stilistisch einzigartiger Regisseur, der sowohl radikale, ästhetisch innovative Werke als auch Filme von bestechender, klassisch gehaltener Eleganz überzeugend inszenieren konnte. Ein großer Fan seines Werkes ist der Regisseur Steven Soderbergh, der mit ihm im Jahr 2000 das gemeinsame Buch Getting Away with It: Or: The Further Adventures of the Luckiest Bastard You Ever Saw veröffentlichte. Lester hat seit den 1950er-Jahren seinen Lebensmittelpunkt in England.

## Filmografie (Auswahl)
- 1954: The Vise (Fernsehserie)
- 1959: Liebenswerte Leckerbissen (The Running Jumping & Standing Still Film) (Kurzfilm)
- 1961: Twen-Hitparade (It’s Trad, Dad!)
- 1963: Auch die Kleinen wollen nach oben (The Mouse on the Moon)
- 1964: Yeah! Yeah! Yeah! (A Hard Day’s Night)
- 1965: Der gewisse Kniff (The Knack … and How to Get It)
- 1965: Hi-Hi-Hilfe! (Help!)
- 1965: Toll trieben es die alten Römer (A Funny Thing Happened on the Way to the Forum)
- 1967: Wie ich den Krieg gewann (How I Won the War)
- 1968: Petulia
- 1969: Danach (The Bed-Sitting Room)
- 1973: Die drei Musketiere (The Three Musketeers)
- 1974: Die vier Musketiere – Die Rache der Mylady (The Four Musketeers)
- 1974: 18 Stunden bis zur Ewigkeit (Juggernaut)
- 1975: Royal Flash
- 1976: Robin und Marian (Robin and Marian)
- 1976: Der Mörder lauert in der Sauna (The Ritz)
- 1979: Butch & Sundance – Die frühen Jahre (Butch and Sundance: The Early Days)
- 1979: Explosion in Cuba (Cuba)
- 1980: Superman II – Allein gegen alle (Superman II)
- 1983: Superman III – Der stählerne Blitz (Superman III)
- 1984: Der Chaos-Express (Finders Keepers)
- 1988: Die Rückkehr der Musketiere (The Return of the Musketeers)
- 1991: Paul McCartney’s Get Back (Dokumentarfilm)